# Pramila atkinsoni
Pramila atkinsoni is een vlinder uit de familie wespvlinders (Sesiidae), onderfamilie Sesiinae.
Pramila atkinsoni is voor het eerst wetenschappelijk beschreven door Frederic Moore in 1879. De soort komt voor in het Oriëntaals gebied.